# Parabrotula tanseimaru
Parabrotula tanseimaru is een straalvinnige vissensoort uit de familie van naaldvissen (Parabrotulidae). De wetenschappelijke naam van de soort is voor het eerst geldig gepubliceerd in 1991 door Miya & Nielsen.